# Alison Elliot
Alison J. Elliot (* 1948 in Edinburgh) ist eine schottische Psychologin, Theologin und Presbyterin der Church of Scotland.

## Leben
Elliot wuchs im Bangour Village hospital nahe Edinburgh auf, wo ihr Vater als Psychiater und Chefarzt arbeitete. Sie besuchte die Bathgate Academy und studierte Psychologie und Evangelische Theologie an der University of Edinburgh und an der University of Sussex. Nach dem Examen lehrte sie Psychologie an der University of Lancaster (1974–1976) und der University of Edinburgh (1977–1985). Nach der Geburt ihrer Tochter gab sie die hauptamtliche Tätigkeit als Hochschullehrerin auf, wurde später aber Honorary Fellow an der School of Divinity der University of Edinburgh, wo sie auch als Associate Director des Centre for Theology and Public Issues tätig ist.
Elliot wurde 1983 Presbyterin an der Greyfriars Kirk in Edinburgh und hatte bald auch übergeordnete Ämter in der Church of Scotland inne.  In den 1990er Jahren leitete sie das Church and Nation committee (später Church and Society Council). Von 2004 bis 2005 war sie als Nachfolgerin von Iain Torrance Moderatorin der General Assembly (Synode) der Church of Scotland. In diesem höchsten Leitungsamt der Kirche war sie die erste Frau überhaupt und die erste Nicht-Geistliche seit George Buchanan 1567. Auch auf ökumenischer Ebene vertrat sie ihre Kirche; so war sie Präsidentin der Action of Churches Together in Scotland und gehörte von 1997 bis 2009 zum Zentralausschuss der Konferenz Europäischer Kirchen. 
Schließlich engagierte Elliot sich auch auf politischer Ebene. Von 2007 bis 2013 war sie Vorsitzende des Scottish Council for Voluntary Organisations, dann auch der Christie Commission on the Future Delivery of Public Services in Scotland.
Im Auftrag der Scottish National Portrait Gallery malte Jennifer McRae 2004 ein Ölgemälde von ihr.
Sie ist verheiratet und hat zwei Kinder.

## Auszeichnungen und Preise (Auswahl)
- Officer des Order of the British Empire
- Commander des Order of the British Empire (2018)
- Lifetime Achievement Award in the Scottish Public Service Awards

## Schriften (Auswahl)
- Child Language. Cambridge University Press 1981 (und weitere Auflagen).
- (mit Duncan Forrester:) The Scottish churches and the political process today. Edinburgh 1986.
- The Miraculous Everyday. Covenanters, Edinburgh 2005.
- (als Hrsg. mit Heidi Poon:) Growing citizens. An interdisciplinary reflection on citizenship education. St Andrew Press, Edinburgh 2009.